# Hadena defasciata
Hadena defasciata là một loài bướm đêm trong họ Noctuidae.